# راشویتسا
راشویتسا (صربی: Raševica}} یک منطقهٔ مسکونی در صربستان است که در Pomoravlje District واقع شده‌است.
 راشویتسا  ۱٬۲۱۵ نفر جمعیت دارد.